# Planchonella pyrulifera
Planchonella pyrulifera là một loài thực vật có hoa trong họ Hồng xiêm. Loài này được (A.Gray) H.J.Lam ex Royen miêu tả khoa học đầu tiên năm 1957.